# Vatikáni kiszivárogtatási botrány
A 2010-es évek vatikáni kiszivárogtatási botránya eredetileg olyan kiszivárgott, a sajtónak átadott és megjelent vatikáni bizalmas iratokkal, jelentésekkel és magánlevelekkel indult, amelyek az állítólagos vatikáni korrupciót és nepotizmust fedik fel; emellett kiszivárgott egy belső vatikáni vizsgálat is, amely feltárta, hogy egyházon kívüli egyének a pedofil és homoszexuális papokat zsarolják. Gianluigi Nuzzi olasz újságíró Carlo Maria Viganò érsek által írt leveleket tett közzé, amelyben az érsek azt kérte, hogy ne helyezzék át amiatt, mert a belső ellenőrzés után rámutatott arra a feltételezett túlárazási gyakorlatra a közbeszerzéseknél és a szerződéseknél talált korrupció sorozatra, amely jelentős, több milliárd eurós többletköltséget jelentett a Szentszéknek.
A következő hónapokban a kiszivárogtatási botrány tovább dagadt, nemcsak a szexuális zaklatásokról, gyermekmolesztálásokról és pénzügyi visszaélésekről szólt, hanem további iratok és levelek kerültek olasz újságírók birtokába, amelyek feltárták a vatikánon belüli hatalmi harcokat, bíborosok ellenlábas csoportjainak vetélkedését, azok erőfeszítéseiről, akik támogatják, vagy azok ügyeskedéseiről, akik ellenzik, hogy a Vatikán nagyobb pénzügyi átláthatóságot mutasson és megfeleljen a pénzmosás elleni küzdelemre vonatkozó nemzetközi előírásainak. 2012 elején egy névtelen levél került az újságok címlapjára, ami egy XVI. Benedek elleni halálos merényletre figyelmeztet. A botrány 2012 májusában tovább nőtt, amikor megjelent Nuzzi könyve Őszentsége: XVI. Benedek titkos iratai címmel, amelyben a szerző Benedek pápa és személyi titkára közötti bizalmas leveleket és emlékeztetőket tett közzé; ezek az ellentmondásokkal teli írások úgy ábrázolják a Vatikánt, mint ami az irigység, a féltékenység, az intrika és a belső hatalmi harcok melegágya. A könyv részleteket tár fel a pápa személyes pénzügyeiről is, mely szerint megvesztegetések, ajándékok és kenőpénzek is előfordulhattak a pápával való találkozók előjegyzéseikor és a pápai fogadásokon való részvétel közönségszervezéseikor.
A botrány angol nevének rövidítése, a „VatiLeaks” egy szójáték eredménye a WikiLeaks nevéből, ami olyan nonprofit szervezet, amelynek célja, hogy fontos híreket és információkat hozzon nyilvánosságra, amiket adott kormányok és szervezetek próbálnak elkendőzni, vagy elhallgatni.

## A kiszivárgások
A botránysorozatra először 2012 január végén derült fény, egy Olaszországban sugárzott televíziós müsorban, amely Az érinthetetlenek (Gli intoccabili) címen futott.
A dokumentumok között szerepelnek a pápának és államtitkárának, Tarcisio Bertone bíborosnak írt levelek, amelyeket az akkor már washingtoni apostoli nuncius, Carlo Maria Viganò érsek írt, ismét megemlíti a vatikáni pénzügyek körüli korrupciót és panaszt emel az őt lejárató és rágalmazó kampány ellen. Viganò, korábban a pápa második embereként dolgozott a vatikáni hivatali rangsorban, és kérlelte a pápát, hogy ne helyezzék más munkakörbe, hogy folytathassa a feltételezett korrupciós ügyeket feltáró munkáját, ami torzulások hatalmas többletköltséget jelentenek a Szentszéknek.
Egy névtelen iratban olyan állítás szerepelt, miszerint egy beszélgetés folyamán Paolo Romeo a szicíliai Palermói főegyházmegye bíborosa állítólag megjósolta, hogy a pápa halott lesz tizenkét hónapon belül. John Allen szerint a kiszivárgott információk egyike sem tűnik „különösen végzetesnek”. „Nem annyira a szivárgások tartalma, hanem azok létezése, illetve ténye, ami az igazi problémát jelenti.”

## Vatikáni belső vizsgálat
A szivárogtatók utáni vizsgálatok több szálon indultak el, a vatikáni ügyészek bűnügyi nyomozásba, a vatikáni államtitkárság pedig közigazgatási nyomozásba kezdett. 2012 márciusában Benedek pápa a szivárgások kivizsgálására egy különleges bíborosi bizottságot állított fel. A Benedek által kinevezett három kardinális felügyeleti szerepet töltött be a vatikáni hivatal szűk büntetőjogi vizsgálati keretein belül, de egy átfogó vizsgálattal állítólag feltártak egy szexuális és egy zsaroló botrányt. A Vatikán szóvivője Federico Lombardi szerint a bizottság tagjai közvetlenül a pápának számoltak be a feltárt ügyekről, de kölcsönösen megosztották egymással az értesüléseiket a vatikáni ügyészséggel is. A különleges bizottságot Julian Herranz bíboros vezette, az Opus Dei prelátusa, aki a vatikáni jogi irodát, valamint a vatikáni hivatal fegyelmi bizottságát is vezette, mielőtt visszavonult volna.

## Paolo Gabriele letartóztatása

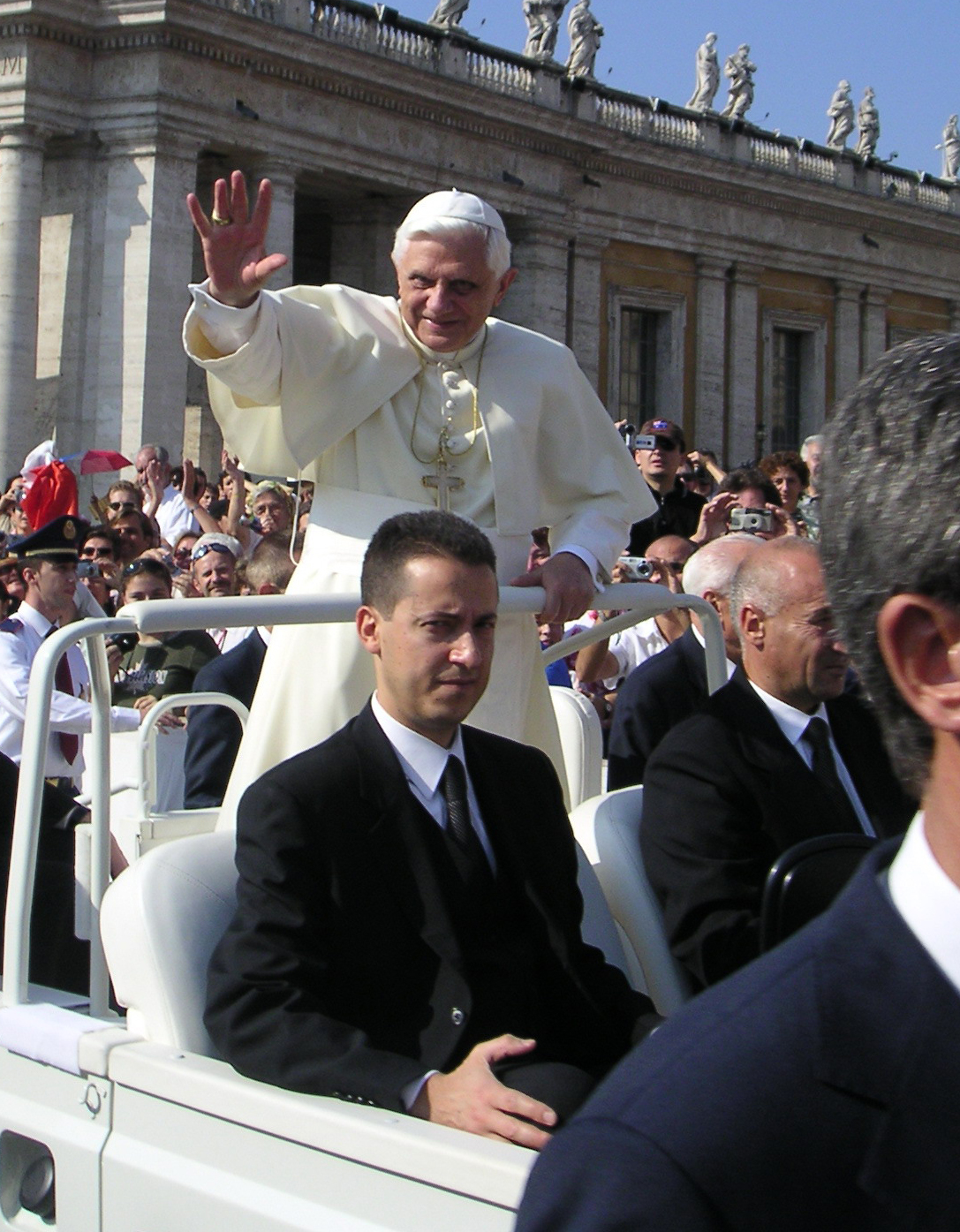
Paolo Gabriele (2005, a pápa előtt)

Paolo Gabriele, aki 2007 óta a pápa személyi komornyikjaként dolgozott, kiszivárogtatott a pápától és munkatársaitól eltulajdonított iratokat és értesüléseket Gianluigi Nuzzi újságírónak. 2012. május 24-én letartóztatták, miután a 23-án tartott házkutatás során a pápa és más vatikáni tisztviselők további bizalmas leveleit és iratait, illetve másolatait megtalálták a nyomozók a komornyik vatikáni lakásában. A letartóztatást a Vatikáni rendőrség hajtotta végre; azt állították, hogy 82 dobozban több tízezer oldalnyi anyagot találtak a gyanúsított lakásában, olyan bizalmas, titkos, rejtjeles és minősített iratot, amelyeket például bíborosok és politikusok intéztek a pápához és azok tartalmát Gabriele megosztotta a feleségével és három gyermekével is. Az iratok egy része az egyházfő dolgozószobájából származott, sok lapra németül a pápa azt írta: megsemmisíteni. A megtalált okmányokkal egyező iratokat, vagy hasonlókat tett közzé az olasz sajtó is a házkutatást megelőző öt hónapban; ezekben is sokat foglalkoztak a korrupcióval, a hatalommal való visszaéléssel és a pénzügyi átláthatóság hiányával a Vatikánban.

## Pápai válasz
2012. május 30-án XVI. Benedek a heti általános pápai kihallgatáson először nyilatkozott és tett közvetlen észrevételeket a botrányról. Megemlítette, hogy „túlzóak”, „indokolatlanok” és „feleslegesek” a sajtóban megjelent pletykák, és hamis képet festenek a Szentszékről. Kijelentette: 
Az utóbbi napok eseményei, amelyek a Kúriáról és munkatársaimról szóltak szomorúságot hoztak a szívembe. . . Szeretném megerősíteni a töretlen bizalmamról a legközelebbi munkatársaimat és bátorítani mindazokat, akik minden nap hűséggel, áldozati szellemmel és csendben segítenek teljesíteni szolgálatomat.
Teljesen indokolatlanul sokat foglalkozott a sajtó az üggyel, a megállapításaik jelentősen eltúlozták a tényeket. Olyan képet akarnak festeni a Szentszékről, amely nagyon messzire esik a valóságtól
 - nyilatkozta még XVI. Benedek.
Július 26-án Benedek pápa és a kardinálisok bizottsága ülést tartott. Federico Lombardi jelentése szerint az ülésen részt vett a vatikáni rendőrség vezetője, az ügyben érintett bírák és a vatikáni államtitkárság képviselői is.
XVI. Benedek 2013. február 11-én reggel bejelentette, hogy 2013. február 28-án este 8 órától „üres lesz Szent Péter széke”; vagyis lemond a pápai címéről.
Miután ismételten megvizsgáltam lelkiismeretemet az Úr előtt, arra jutottam, hogy hajlott korom miatt már nem vagyok elég erős ahhoz, hogy megfelelően képviseljem a péteri örökséget
 - a lemondás indoklása.

## Paolo Gabriele pere és a pápai megbocsátás
Piero Antonio Bonnet vatikáni bíró utasítást kapott, hogy vizsgálja meg az ügy bizonyítékait és döntse el, hogy elegendő-e a terhelő anyag az eddigi legérzékenyebb vatikáni bírósági ügy tárgyalásához. Gabriele a titkos és személyes iratok elvételéért, lemásolásáért és illegális birtoklásáért 8 éves börtönbüntetéssel nézett szembe.
Paolo Gabriele-t 2012. augusztus 13-án a vatikáni bírák megvádolták államtitok megsértésével és lopás minősített esetével. Az első meghallgatásra 2012. szeptember 29-én zárt ajtók mögött került sor.
Gabriele tárgyalása 2012. október 2-án folytatódott. Azt vallotta, hogy az iratokat egyedül lopta el „a gonosz és a korrupció” elleni küzdelmében, és ezzel a tettével azt akarta elérni, hogy „a Vatikán térjen vissza a helyes útra”. Gabriele lelki egészségének többszöri értékelése ellentmondásos eredményeket hozott: az egyik jelentésben megállapították, hogy Gabriele „törékeny, paranoiás tendenciákkal rendelkező személyiség, kiterjedt személyes bizonytalansággal”; egy másik jelentés szerint Gabriele nem mutat pszichológiai rendellenességet, és nem jelent komoly veszélyt magára, vagy másokra. A házkutatás során a vatikáni rendőrség által lefoglalt titkosított iratokat és a bizalmas jelentéseket, amelyeket a pápa „megsemmisítendő”-nek jelölt meg, a bíróság megtekintette.
A per egy hét után október 6-án lezárult, Paolo Gabriele bűnösnek bizonyult, és 18 hónapos könnyített börtönbüntetésre ítélték. Az ítélet ellen nem fellebbezett, de Gabriele-nek a perköltségeket meg kell fizetnie. A büntetését a Vatikánban tölthette le, szemben a szokásos eljárási gyakorlattal, amikor az elítélt foglyok olasz börtönben töltötték le a büntetésüket; a Vatikán aggódott, hogy további titkok szivároghatnak ki, ha a fogoly Gabriele elhagyja a pápai állam területét. XVI. Benedek 2012. december 22-én személyesen látogatta meg Gabrielét a vatikáni fogdában, hogy közölje vele, megbocsátott neki és elfogadta kegyelmi kérvényét.
Claudio Sciarpellettit, a Szentszéki Államtitkárság számítógépes szakemberét szintén elítélték, mert állítólag ő segített Gabriele-nek a szivárogtatásban. Négy hónapos büntetését két évre módosították, ötéves próbaidőre felfüggesztve, hosszú szolgálati évei és eddigi büntetlensége miatt. Sciarpelletti szintén pápai kegyelemben részesült és továbbra is a Vatikánban dolgozik, a statisztikai hivatalba helyezték át.

## A vizsgálat után
Az egyik ok, amiért Ettore Gotti Tedeschi a Vatikáni Bank vezetőjeként való elbocsátására került sor, az volt, hogy „nem adtak be semmilyen formális magyarázatot az utolsó, az elnök rendelkezésére álló dokumentumok terjesztésére”.
2012. december 17-én a pápa jelentést készített a „Vatikán lobbijáról”, amelyet Julián Herranz és Salvatore De Giorgi, Palermo egykori érseke és Jozef Tomko készítettek. Ugyanezen a napon a pápa úgy döntött, hogy lemond, egy döntést, amelyet 2013 februárjában nyilvánosságra hozott, és amely az első 700 év alatt lépett le.
A Vatikáni szóvivő, Federico Lombardi, aki 2013. február 23-án a Vatikán Rádióban beszélt, erőteljesen bírálta a jelentés médiatanulmányát, mint pénzügyi botrányt, amely a kardinálisok belső vizsgálata után homoszexuális szex és zsarolás volt. botrány is. Bár a dokumentáció csak a XVI. Benedek pápa és a nyomozók számára volt elérhető, az utóbbiak szabadon megvitatták a vizsgálatuk eredményeit a 2013. márciusi pápai konkláv bíborválasztóival, és maga a dosszié volt Benedek utódjának mint pápa, Francis. 2013. március 1-jén a Lombardi beszámolt arról, hogy „két vagy három telefon” került felhasználásra.
2013. június 12-én jelentették be, hogy Ferenc pápa és a latin-amerikai vallási konferencia katolikus tisztviselői közötti privát beszélgetésből származó szivárgott jegyzetek megerősítették a „korrupciós patak” létezését, és hogy a „meleg lobby” megemlítették, és ez igaz, ott van… Meg kell látnunk, mit tehetünk. La Repubblica szerint a „Vatikáni kutatók azonosították a homoszexuális prelátumok hálózatát”. A Vatikáni szóvivő, Federico Lombardi nem tett észrevételeket a „magánmegbeszélés” során tett megjegyzésekre.
2016 júliusában a Vatikáni Bíróság felmentette a Vatileaks tárgyalásában részt vevő két újságírót, hivatkozva a véleménynyilvánítás szabadságára. Giuseppe Della Torre bíró, a Vatikánvárosi Állami Törvényszék vezetője kijelentette, hogy „a bíróságnak nincs joghatósága Gianluigi Nuzzi és Emiliano Fittipaldi felett.” Ezzel szemben Lucio Balda asszonyt 18 hónapos börtönbüntetésre ítélték, és büntetését augusztus 22-én kezdték el a Vatikán határain belül. A pápai bocsánat iránti kérelmeket Balda asszonynak eddig csendben teljesítették.

## Régebbi szivárogtatások története
A Vatileaks botránya csak egy a napvilágra jutott vatikáni cselszövések és ármánykodások hosszú történetének sorában, ez a legújabb fejezete.
1982-ben Roberto Calvit, az úgynevezett „Isten bankárát”, feltételezhetően a Vatikánnal való szoros kapcsolataiért, a londoni Blackfriars hídon felakasztották; ez a bűnügy a mai napig még mindig megoldatlan maradt.
1958-ban XII. Pius pápa orvosa felvételeket készített a halálos ágyán fekvő egyházfőről és megpróbálta eladni azokat a pletykalapoknak.
De ebbe a nyilvánosságra jutott botránysorozatba tartoznak még azok a kirívó és rettenetes esetek is, mely bűnökkel a reneszánsz pápák terhelték a pápaság történetét. Megvesztegetésekkel és megfélemlítésekkel kerültek hivatalba, szeretőket és orgiákat tartották, számtalan törvénytelen gyermeket nemzettek és közeli hozzátartozóiknak, rokonaiknak juttatnak magas egyházi hivatalokat. IV. Sixtus pápa a búcsúcédulákból befolyt pénzből megépíttette a Sixtus-kápolnát és hat unokaöccsét nevezte ki kardinálisnak. II. Gyula pápa Michelangelo és Raffaello bőkezű pártfogója, szintén a jámbor keresztényeknek árult, a bűnösök örök büntetése alóli mentességet igérő cédulák eladásával gazdagította a Vatikánt és rendelt művészi alkotásokat magának.
Ez a vatikáni felső vezetésben tapasztalt korrupt és hedonista gyakorlat és a búcsúcédulákból fényűzően költekező egyház annyira megdöbbentette Luther Mártont, hogy ezért szakítani akart Rómával és elindította a protestáns reformációt.

## Lásd még
- Pénzmosási vizsgálat a vatikáni Vallási Művek Intézete ellen (IOR)
- Vatikáni Pénzügyi Információs Felügyelet
- Carlo Maria Viganò
- Ettore Balestrero
- A Vatikánnal kapcsolatos cikkek

### Angol nyelvű oldalak
- The Catholic Church's Vatileaks scandal
- Pope will have security, immunity by remaining in the Vatican
- Vatican says Vatileaks report to remain confidential - Reuters summary, collection
- 'Vatileaks' scandal a 'battle between good and evil' in the Catholic church
- Pope Benedict has to answer for his failure on child abuse
- Former Vatican official begins prison sentence for leaking confidential documents
- Pope pardons former butler over stolen personal papers

### Magyar nyelvű oldalak
- Viganò érsek: Az Egyház több intézményét, felülről lefelé, egy korrupt „maffia” foglalta el
- Viganò érsek vallomásának részletei
- Viganò érsek vallomásának az Egyházon belüli eddigi hatásairól
- A bíborosok meg akarják ismerni a Vatileaks-dossziét
- Pedofília-törvényszéket hoz létre a Vatikán
- Mindig a komornyik a tettes?
- Vatileaks: elkapták a pápa komornyikját
- Házi őrizetbe helyezték a pápa komornyikját
- Keresik a pápát meglopó komornyik társait
- Letartóztatások a Vatikánban
- Letartóztatták a pápa komornyikját
- Szűk cella miatt panaszkodik a pápa komornyikja
- Regisztrálnák a molesztáló papokat
- Vatikáni köszönet egy pedofil papot fedező püspöknek
- Titkos vatikáni dokumentum írta elő a pedofília eltussolását
- Vatikán: kötelező feljelenteni a pedofil papokat
- Gyerekpornót terjesztett a szentszéki diplomata, öt év börtönt kapott
- Gyerekpornót terjesztett a szentszéki diplomata
- Fizetett a hallgatásért egy pedofil áldozatnak az ír katolikus egyház
- Ferenc pápa rendeletekkel harcol a pedofil papok ellen
- Elfogadta a pápa egy írországi püspök lemondását
- A pápa „bastája” a pedofil papoknak
- Bebizonyosodott, hogy több kiskorúval kezdeményezett szexuális kapcsolatot a volt washingtoni érsek
- A Vatikán tudott egy amerikai pedofil papról, de nem tett semmit
- Lehetséges, hogy a Vatikán már 2000 óta tudott a volt bíboros pedofil ügyeiről
- A pápa keresteti a vatikáni korrupcióról szivárogtatókat
- Szexuális erőszakkal vádolják a pápa egyik főtanácsadóját
- Az, hogy akár csak egy áldozata is volt az inkvizíciónak, a katolikus egyház szégyene és bánata.

## Fordítás
Ez a szócikk részben vagy egészben  a   Vatican leaks scandal című angol Wikipédia-szócikk ezen változatának fordításán alapul.  Az eredeti cikk szerkesztőit annak laptörténete sorolja fel. Ez a jelzés csupán a megfogalmazás eredetét és a szerzői jogokat jelzi, nem szolgál a cikkben szereplő információk forrásmegjelöléseként.